# Coster Diamonds

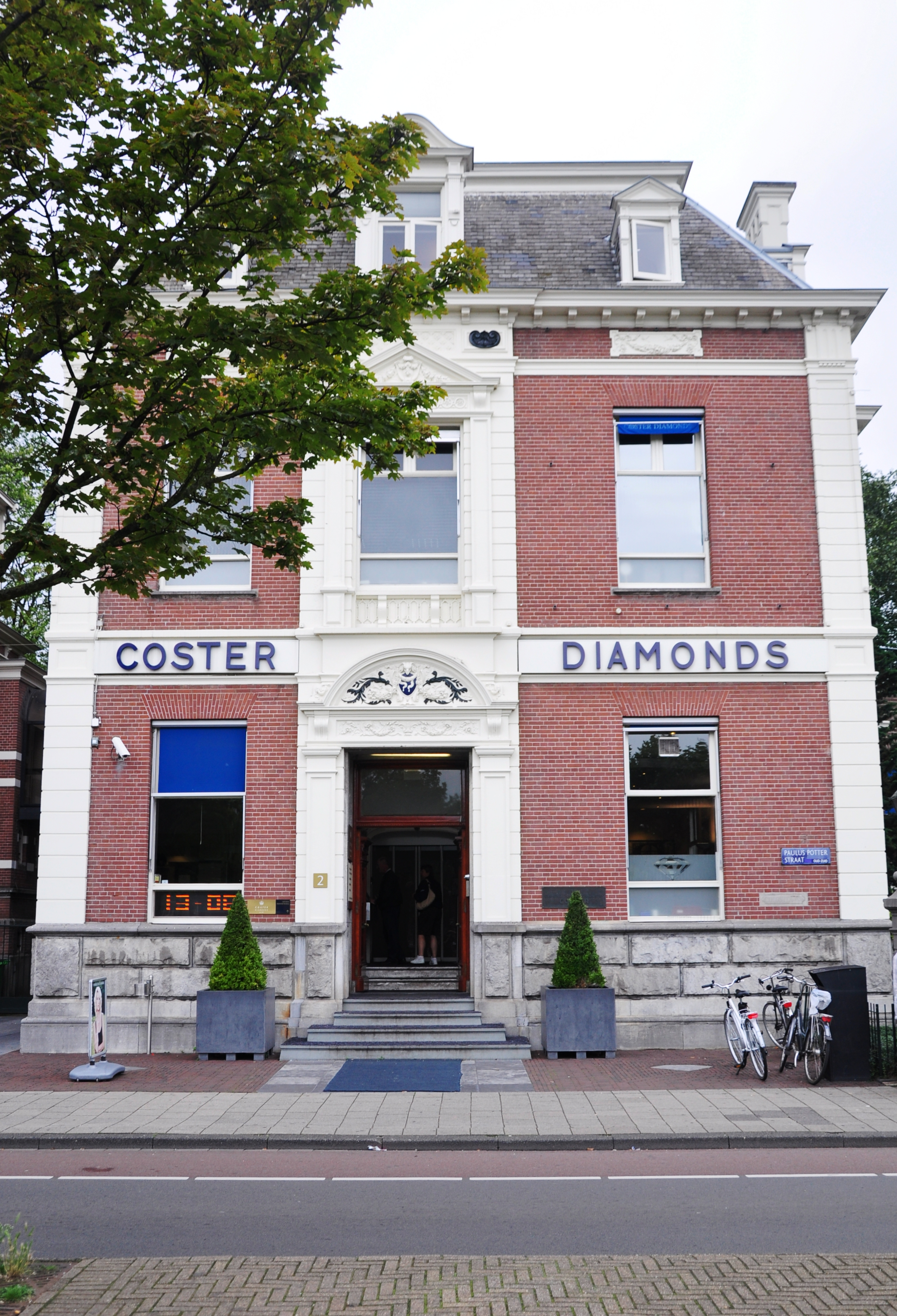
Amsterdam: la facciata della sede della Coster Diamonds

La Coster Diamonds è un'azienda di Amsterdam fondata nel 1840  e nota per essere la più antica ditta per la lucidatura di diamanti del mondo in attività.
La sede, che conta migliaia di visitatori al giorno, si trova nella zona dei musei, nei pressi del Rijksmuseum e del Van Gogh Museum. Nel corso della sua storia, la ditta ricevette la visita di numerosi principi e sovrani, europei e non.

## Storia

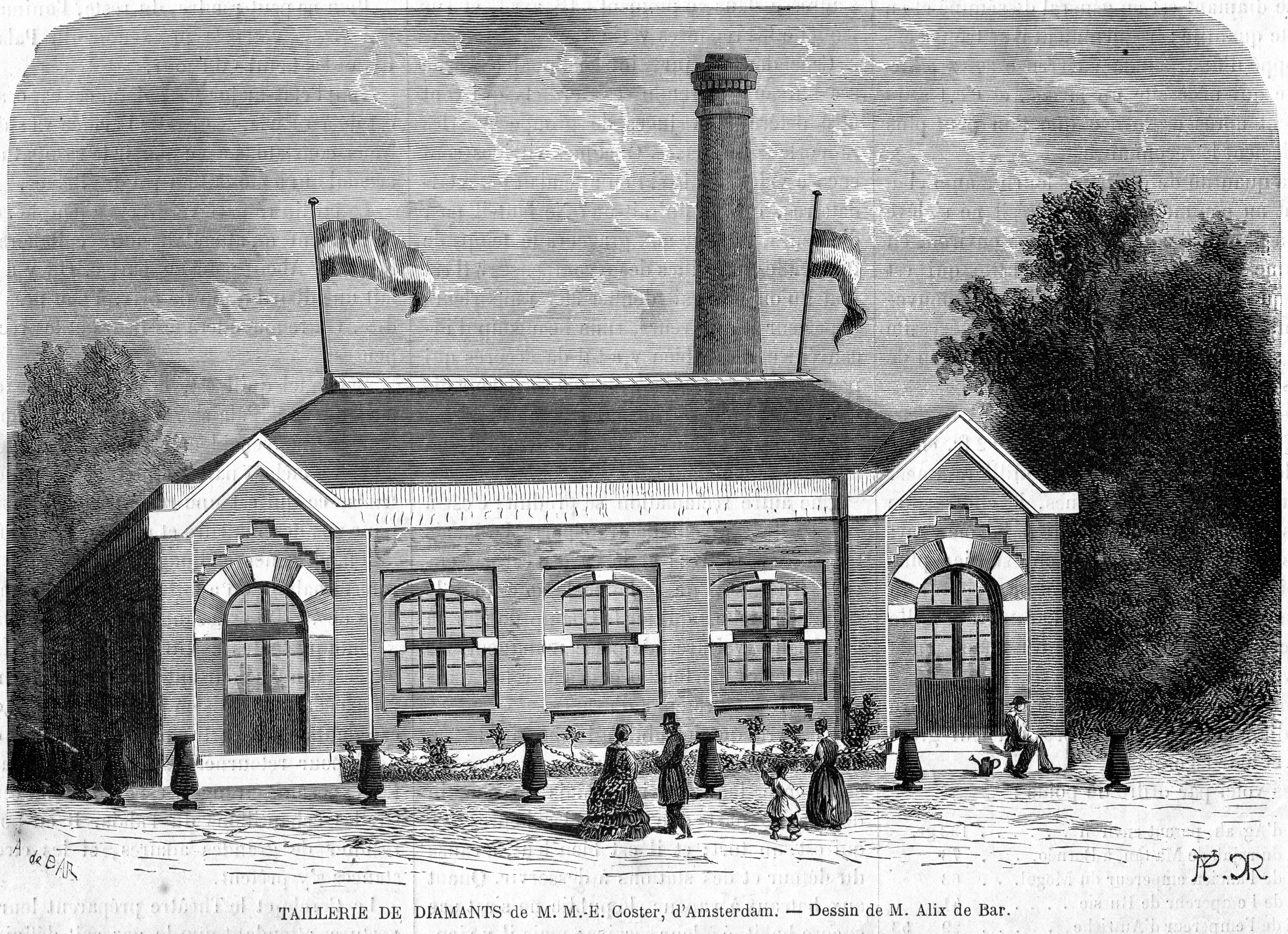
Raffigurazione della Coster Diamonds all'Esposizione universale del 1867

La Coster Diamonds venne fondata nel 1840 nei pressi della Waterlooplein dal commerciante ebreo Moses Elias Coster.
Con la morte di Moses Elias Coster, avvenuta otto anni dopo, la direzione della ditta fu affidata a uno degli undici figli del fondatore, Martin Coster (che morirà nel 1880 a Parigi).
Nel 1852, il principe Alberto, marito della regina Vittoria d'Inghilterra, affidò alla ditta Coster il compito di lucidare il prezioso diamante Koh-i-Noor, uno dei diamanti più grandi al mondo e uno dei gioielli della Corona.
Tra il 1861 e il 1862, la ditta Coster ricevette la visita di rappresentanti della casa reale olandese. In seguito, nel 1868 fecero visita alla Coster i principi egiziani Hussein Kamel e Tewfik Pasha.
Nel 1878, la Coster partecipò alla  Esposizione universale di Parigi: tra i pezzi esposti dalla Coster, vi fu un diamante con intarsiata l'effige del re Guglielmo III dei Paesi Bassi.
Nel 1884, fece visita alla ditta Coster la principessa austriaca Sissi. Tre anni dopo, visitarono l'azienda il re d'Italia Vittorio Emanuele III di Savoia e la futura moglie Elena del Montenegro.
Nel 1929, la ditta non fu costretta a chiudere, come accadde a varie aziende dello stesso settore nel Paese.
Con l'occupazione tedesca dei Paesi Bassi nel corso della seconda guerra mondiale, il direttore Beniamin Manus fu costretto, per via delle sue origini ebraiche, ad abbandonare la sua posizione a capo della ditta e il suo posto venne preso da un simpatizzante dei nazisti, che cedette la proprietà alla Bozenhardt & Co. Manus venne inoltre deportato assieme alla sua famiglia nel campo di concentramento di Sobibor, da dove lui e i suoi familiari non fecero più ritorno.
Nel 1970, la sede della ditta fu trasferita nella zona dei musei.
Nel 1982, venne affidato alla ditta Coster il compito di lucidare il più grande diamante mai rinvenuto, il Lucullan, estratto in Zaire e dal peso di 181,15 carati.
Tra il 1991 e il 1994, venne lucidato presso la Coster Diamonds da Pauline Willemse il diamante più piccolo del mondo mai rinvenuto (dal peso di 0,0000743 carati): il fatto venne inserito nel Guinness dei primati.
Nel 2007 avviene l'apertura del Diamond Museum Amsterdam per esporre alcuni dei più bei manufatti di diamanti. Sempre lo stesso anno è introdotto un nuovo taglio a diamante rotondo brevettato con 201 sfaccettature. Questo taglio brillante con 144 sfaccettature extra, si chiama " The Royal201". È considerato il taglio di diamante più scintillante al mondo.
Nel 2016 Re Willem-Alexander dei Paesi Bassi concede a Coster Diamonds il titolo onorifico Royal (olandese: Koninklijk). Con questo, Coster Diamonds diventa Royal Coster Diamonds. Per diventare Royal, un'organizzazione deve essere leader nel suo campo di competenza, essere di importanza nazionale e deve esistere da almeno 100 anni.